# Bernhard Rensch
Bernhard Carl Emmanuel Rensch (* 21. Januar 1900 in Thale; † 4. April 1990 in Münster) war ein Evolutionsbiologe, Zoologe, Verhaltensforscher, Neurophysiologe und Philosoph sowie Mitbegründer der synthetischen Evolutionstheorie. Er war Ordinarius für Zoologie und Direktor des Zoologischen Instituts an der Westfälischen Wilhelms-Universität in Münster. Zusammen mit seiner Frau Ilse Rensch (geb. Maier) (1902–1992) arbeitete er auch auf dem Gebiet der Malakologie und beschrieb mehrere neue Arten und Unterarten von Landschnecken.

## Leben
Bernhard Rensch wurde am 21. Januar 1900 in Thale im Harz geboren. Im Jahr 1925 wurde er Assistent und Abteilungsverwalter am Museum für Naturkunde, Berlin, an dem er bis 1937 wirkte. Unter anderem führte er 1927 eine sehr erfolgreiche Expedition zu den Kleinen Sunda-Inseln durch. Die wissenschaftlichen Ergebnisse dieser Reise fasste er 1930 in einem Buch zusammen, von dem insbesondere wichtige Impulse für die Biogeographie ausgingen. Als Nebenaspekt sind diesem Werk seine Eindrücke über die damals noch völlig unerforschte Musik von Lombok zu entnehmen. Im Jahre 1928 veröffentlichte er eine wichtige Arbeit zur Frage der Artentstehung (Das Prinzip geographischer Rassenkreise und das Problem der Artbildung), in dem er zahlreiche Ideen vorstellte, die später in die von ihm mitbegründete synthetische Evolutionstheorie Eingang fanden. Sein philosophisches Interesse galt besonders dem Leib-Seele-Problem. Hier entwickelte er eine eigene Form des Identismus (s. Lit.; Identitätstheorie). z. B. behauptet er, induktiv (also auf naturwissenschaftlicher Grundlage) zeigen zu können, dass das Auge (und andere Sinnesorgane) direkt am Bewusstsein Anteil hätten.
Rensch war Mitglied in verschiedenen NS-Organisationen. Von Beginn an im Reichsbund der Deutschen Beamten, trat er der NSV (1. Oktober 1935), dem Reichsluftschutzbund (4. Februar 1936), dem NSLB (September 1936), dem Reichskolonialbund sowie dem NSDDB bei.
Aufgrund letztlich nicht zu klärender Umstände verließ Rensch das Museum und fand eine Anstellung als Direktor am Landesmuseums für Naturkunde der Provinz Westfalen, wo er den von den Nationalsozialisten aus dem Amt entfernten Hermann Reichling ersetzte. Rensch habilitierte sich 1937 für Zoologie an der Westfälischen Wilhelms-Universität in Münster. Im Jahr 1944 erhielt er einen Lehrstuhl für Zoologie an der Deutschen Universität Prag. Nach Kriegsende kehrte er 1945 nach Münster zurück und ab 1947 war er ordentlicher Professor am dortigen zoologischen Institut der Universität.
1953/1954 war Rensch Präsident der Deutschen Zoologischen Gesellschaft.
Im Jahr 1956 gab er die Leitung des Westfälischen Museums für Naturkunde an seinen Schüler, den ehemaligen Jagdflieger Ludwig Franzisket ab, um sich nun ausschließlich seiner Arbeit als Hochschullehrer zu widmen. 1968 wurde er emeritiert.
1977 unternahm Rensch in Das universale Weltbild. Evolution und Naturphilosophie den Versuch, eine universelle Evolutionstheorie zu formulieren. Von der Evolution des Universums bis hin zur Erde, von der Bildung menschlicher „Rassen“, Völker und Kulturen bis zu ethischen und religiösen Vorstellungen wird alles im Sinne einer durchgängigen Evolution beschrieben. Selbst die Kunstgeschichte, die menschliche Psyche und einige Naturgesetze unterliegen nach Rensch diesem Prozess. Allerdings formuliert er nirgends allgemeine Evolutionsgesetze oder gar eine allgemeine Evolutionstheorie, sondern bleibt bei philosophischen Betrachtungen.
Bernhard Rensch starb 1990 im Alter von 90 Jahren.

## Ehrungen
1958 erhielt Bernhard Rensch als einer von 18 Wissenschaftlern, „die Hervorragendes dazu beigetragen haben, die Darwinschen Ideen weiterzuentwickeln und die großen Probleme der Evolution ein wenig aufzuhellen“ die Darwin-Wallace-Medaille und 1959 die Darwin-Plakette der Leopoldina. 1975 wurde er in die American Academy of Arts and Sciences gewählt, 1977 in die National Academy of Sciences. Seit 2004 vergibt die Gesellschaft für Biologische Systematik (GfBS) den Bernhard Rensch-Preis für herausragende Leistungen von Nachwuchswissenschaftlern auf dem Sektor der Systematik und Biodiversitätsforschung.

## Werke

### Allgemeine, theoretische, philosophische, weltanschauliche Arbeiten
- 1947: Neuere Probleme der Abstammungslehre. Die transspezifische Evolution, Stuttgart 1947.
- 1949: Biologische Gefügegesetzlichkeit, in: Joachim Jungius-Gesellschaft der Wissenschaften e. V. (Hrsg.), Das Problem der Gesetzlichkeit, Hamburg 1949, S. 117–137.
- 1950: Sinneszellen als psychophysische Substanz, in: Philosophia naturalis. Band 1, 1950, S. 84–115.
- 1952: Psychische Komponenten der Sinnesorgane, Stuttgart 1952.
- 1960: The Laws of Evolution, in: S. Tax (ed.), Evolution after Darwin, Vol. I, Chicago, London, Toronto 1960, S. 95–116.
- 1961: Die Evolutionsgesetze der Organismen in naturphilosophischer Sicht, in: Philosophia naturalis. 6/1961, S. 288–326.
- 1962: Probleme der Willensfreiheit in biologischer und philosophischer Sicht, in: Hippokrates 33/1962, S. 1019–1032.
- 1964: Die philosophische Bedeutung der Evolutionsgesetze, in: Helmut Kuhn, Franz Wiedmann (Hrsg.), Die Philosophie und die Frage nach dem Fortschritt, München 1964, S. 179–206.
- 1964: Problems of biological philosophy with regard to the philosophy of the Upanishads, in: Journal of the University of Bombay 33/1964, S. 89–95.
- 1968: Biophilosophie auf erkenntnistheoretischer Grundlage (Panpsychistischer Identismus), Stuttgart 1968.
- 1969: Die fünffache Wurzel des panpsychistischen Identismus, in: Philosophia naturalis. 11/1969, S. 129–150.
- 1970: Homo sapiens. Vom Tier zum Halbgott, Göttingen 1970.
- 1972: Neuere Probleme der Abstammungslehre. Die transspezifische Evolution, 3. durch einen Anhang erweiterte Aufl., Stuttgart 1972.
- 1972: Spinoza’s identity theory and modern biophilosophy, in: The Philosophical Forum (Boston), S. 193–207.
- 1973: Gedächtnis, Begriffsbildung und Planhandlungen bei Tieren, Berlin und Hamburg 1973.
- 1974: Theoretische und philosophische Aspekte der Menschwerdung, in: J. L. Franzen, B. Rensch (Hrsg.), Theoretische Aspekte der Menschwerdung, Frankfurt a. M. 1974, S. 23–39.
- 1974: Polynomistic Determination of Biological Processes, in: F. J. Ayala, Th. Dobzhansky (eds.), Studies in the Philosophy of Biology, Berkeley and Los Angeles 1974, S. 241–255.
- 1974: Gesetzlichkeit, biologische, in: Joachim Ritter (Hrsg.), Historisches Wörterbuch der Philosophie, Bd. 3, Basel 1974, S. 535–536.
- 1977: Das universale Weltbild. Evolution und Naturphilosophie, Frankfurt am Main 1977.
- 1977: Panpsychistic Identism and its Meaning for a Universal Evolutionary Picture, in: Scientia, Vol. 112, Mailand 1977, S. 337–349.
- 1978: Wahrnehmung und Denken in erkenntnistheoretischer Sicht, in: Peter M. Hejl, Wolfram K. Köck, Gerhard Roth (Hrsg.), Wahrnehmung und Kommunikation, Frankfurt am Main, Bern, Las Vegas 1978, S. 51–64.
- 1978: Panpsychistic Identism and its Meaning for a Universal Evolutionary Picture, Reply to the Note of the Board, in: Scientia, Vol. 113, Mailand 1978, S. 129–132.
- 1978: Psychogenesis from Lowest Organisms to Man, in: Marvin D. Lofflin, James Silverberg, Discourse and Inference in Cognitive Anthropology, Paris 1978, S. 259–279.
- 1979: Lebensweg eines Biologen in einem turbulenten Jahrhundert, Stuttgart, New York 1979.
- 1979: Gesetzlichkeit, psychophysischer Zusammenhang, Willensfreiheit und Ethik, Berlin 1979.
- 1980: Stammesgeschichte des Geistigen. In: Wolfgang Böhme (Hrsg.), Wie entsteht der Geist?, Karlsruhe 1980, S. 41–47.
- 1980: Das Problem der Stammesgeschichte des Psychischen. In: Mitteilungen der Berliner Gesellschaft für Anthropologie, Ethnologie und Urgeschichte, Band 5, Heft 2, S. 143–159.
- 1980: Wirksame Faktoren in Werken bildender Kunst, in: Manfred Hahn, Martin Schuster (Hrsg.), Fortschritte der Kunstpsychologie, Frankfurt am Main 1980, S. 92–110.
- 1981: Drei heterogene Bedeutungen des Begriffs „Zufall“, in: Philosophia naturalis. 18/1981, S. 197–208
- 1982: Kants Vorstellungen über den menschlichen Geist, in: Philosophia naturalis. 19/1982, S. 251–274.
- 1984: Psychologische Grundlagen der Wertung bildender Kunst, Essen 1984.
- 1985: Biophilosophical implications of inorganic and organismic evolution, Essen 1985.
- 1985: Stammesgeschichte und naturphilosophische Folgerungen, in: Mainzer Naturwissenschaftliches Archiv, 23/1985, S. 1–11.
- 1988: Probleme genereller Determiniertheit allen Geschehens, Berlin, Hamburg 1988.
- 1991: Das universale Weltbild. Evolution und Naturphilosophie, Darmstadt 1991.

### Zoologische Arbeiten
- 1928: Inselmelanismus bei Mollusken. Zoologischer Anzeiger 78, 1–4.
- 1930: Eine biologische Reise nach dem kleinen Sunda-Inseln. Berlin 1930
- 1930. Neue Land-Pulmonaten von den Kleinen Sunda-Inseln. Zoologischer Anzeiger 89, 73–88.
- 1930. Zwei neue Landschneckenarten von Timor laut Zoologischer Anzeiger 87, 124–126.
- 1931. Die Molluskenfauna der Kleinen Sunda-Inseln Bali, Lombok, Sumbawa, Flores und Sumba. I. Zoologische Jahrbücher Abteilung für Systematik, Ökologie und Geographie der Tiere 61, 263–396.
- 1931. Zur Kenntnis der Molluskenfauna Timors. Zoologische Jahrbücher, Abteilung für Systematik, Ökologie und Geographie der Tiere 60, 429–606
- 1932. Die Molluskenfauna der Kleinen Sundainseln Bali, Lombok, Sumbawa, Flores und Sumba. II. Zoologische Jahrbücher Abteilung für Systematik, Ökologie und Geographie der Tiere 63, 1–130.
- 1932. Eine neue Hydrobiide von den Philippinen. The Philippine Journal of Science 49, 551–552.
- 1933. Die Molluskenfauna von Pulu Weh und ihre zoogeographischen Beziehungen. Zoologischer Anzeiger 102, 195–208.
- 1933. Zur Landschneckenfauna von Sumba. Sitzungsberichte der Gesellschaft naturforschender Freunde in Berlin 15. März, 492–508.
- 1933. Revision und Ergänzung der Sarasinschen Rassenkreise celebensischer Landschnecken. Mitteilungen aus dem Zoologischen Museum in Berlin 19, 99–120.
- 1934. Die Molluskenfauna der kleinen Sunda-Inseln Bali, Lombok, Sumbawa, Flores und Sumba. III. Zoologische Jahrbücher, Abteilung Systematik, Ökologie und Geographie der Tiere 65, 389–582.
- 1934. Süßwassermollusken der Deutschen Limnologischen Sunda-Expedition. Archiv für Hydrobiologie 13, 203–254.
- 1934. Zur Kenntnis der Land- und Süßwassermollusken Sumatras. Archiv für Molluskenkunde 66, 313–339.
- 1934. Landmollusken der Deutschen Limnologischen Sunda-Expedition. Archiv für Hydrobiologie, Supplement 12, 739–758.
- 1935. Zur Landschneckenfauna von Timor. Sitzungsberichte der Gesellschaft naturforschender Freunde in Berlin 1935, 311–336.
- 1938. Neue Landschnecken von der Insel Penida. Zoologischer Anzeiger 123, 302–306.
- 1926. Notizen über Vögel von Südost-Celebes. Ornithologische Monatsberichte 34, 174–176.
- Rensch, I. & Rensch, B. 1929. Neue Landmollusken aus dem Bismarck-Archipel. Zoologischer Anzeiger 80, 75–86.
- Rensch, I. & Rensch, B. 1934. Diagnosen neuer Landschnecken von den Salomonen. Sitzungsberichte der Gesellschaft naturforschender Freunde in Berlin, 29. Mai, 451–453.
- Rensch, I. & Rensch, B. 1935. Diagnosen neuer Landschnecken von den Salomonen. II. Sitzungsberichte der Gesellschaft naturforschender Freunde in Berlin, 451–453.
- Rensch, I. & Rensch, B. 1935. Systematische und tiergeographische Untersuchungen über die Landschnecken der Salomonen auf Grund der Sammlungen von Dr. E. Paravicini und Dr. H. Hediger. Teil I. Revue Suisse de Zoologie 42, 51–86.
- Rensch, I. & Rensch, B. 1936. Systematische und tiergeographische Untersuchungen über die Landschnecken der Salomonen auf Grund der Sammlungen von Dr. E. Paravicini und Dr. H. Hediger. Teil II. Revue Suisse de Zoologie 42, 51–86.

## Von Rensch neu beschriebene Taxa
- Alycaeus reinhardti sabangensis B. Rensch, 1933
- Amphidromus ilsa B. Rensch, 1933
- Anthreptes malaccensis convergens Rensch, 1929
- Arinia crassiventris B. Rensch, 1931
- Arinia manggaraica B. Rensch, 1931
- Arinia palainaeformis B. Rensch, 1931
- Arinia tjendanae B. Rensch, 1931
- Ariophanta pseudamphidromus B. Rensch, 1930
- Asperitas inquinata batudulangensis B. Rensch, 1931
- Asperitas trochus mborongensis B. Rensch, 1932
- Callianella pachystoma B. Rensch, 1931
- Charopa baliana B. Rensch, 1930
- Charopa vicina B. Rensch, 1930
- Chloritis sumbawana B. Rensch, 1930
- Corvus coronoides inoptatus Rensch, 1928
- Crossopoma inflammata B. Rensch, 1933
- Curvella floresiana B. Rensch 1930
- Cyclophorus hebereri B. Rensch, 1933
- Cyclotus haasianus Rensch, 1931
- Cyclotus pseudoreticulatus Rensch, 1933
- Cyclotus ranae B. Rensch, 1931
- Cyclotus simplicissimus B. Rensch, 1933
- Diplommatina diplostoma B. Rensch, 1931
- Diplommatina floris B. Rensch, 1931
- Diplommatina fluminis B. Rensch, 1931
- Diplommatina javana orientalis B. Rensch, 1931
- Dryobates major stresemanni Rensch, 1924
- Durgella sundana B. Rensch, 1930
- Elaphroconcha planior B. Rensch, 1932
- Ena batarae B. Rensch, 1930
- Gyliotrachela everetti mixta B. Rensch, 1932
- Helicarion dammermani B. Rensch, 1930
- Helicarion floris B. Rensch, 1930
- Hemiplecta juvenilis B. Rensch, 1930
- Inozonites mertensi B. Rensch, 1930
- Japonia trochulus baliensis B. Rensch, 1931
- Kaliella ammastoma B. Rensch, 1932
- Kaliella angigyra balica B. Rensch, 1932
- Kaliella angigyra heteromorpha B. Rensch, 1932
- Lagocheilus ciliocinctum baliensis Rensch 1931
- Lagocheilus poirierii sexliratus I. & B. Rensch 1929
- Lamprocystis batulangensis B. Rensch, 1930
- Lamprocystis laciniata B. Rensch, 1930
- Lamprocystis waingapuensis B. Rensch, 1930
- Leptodontarion cingulatus B. Rensch, 1930
- Microcystina radioplicata B. Rensch, 1930
- Microcystina retardata B. Rensch, 1934
- Monachalcyon fulgidus gracilirostris Rensch, 1928
- Palaina novopommerana I. & B. Rensch 1929
- Philalanka diminuta B. Rensch, 1932
- Philalanka nannophya B. Rensch, 1932
- Pisidium floresianum Rensch, 1934
- Pupoides coenopictus connectens B. Rensch, 1932
- Rhytida densesculpta B. Rensch, 1932
- Sasakia vitrinolactea B. Rensch, 1930
- Satiella extrema B. Rensch, 1933
- Sinalbinula kamberae B. Rensch 1932
- Taphrospira convallata sabangensis B. Rensch, 1934
- Vitrinopsis microhelix B. Rensch, 1930
- Xesta colorata inexpectata B. Rensch, 1930
- Xesta notabilis B. Rensch, 1930
- Xesta rookmakeri B. Rensch, 1930
- Xesta trochus badjavensis B. Rensch, 1930
- Xesta trochus pseudonemorensis B. Rensch, 1930